# 18012 Марсленд
18012 Марсленд (18012 Marsland) — астероїд головного поясу, відкритий 13 травня 1999 року.
Тіссеранів параметр щодо Юпітера — 3,564.